# Кашперівський парк
Кашперівський парк — ботанічна пам'ятка природи місцевого значення в Україні. Об'єкт природно-заповідного фонду Вінницької області. 
Розташована в межах Козятинського району Вінницької області, у селі Кашперівка на території Кашперівського санаторію "Лісова пісня". 
Площа 10 га. Оголошена відповідно до Рішення 25 сесії Вінницької обласної Ради 5 скликання від 29.07.2009 року № 834. Перебуває у віданні: ВОКСЛП "Віноблагроліс".
Статус надано для збереження парку ландшафтного типу, створеного в першій половині ХІХ ст. на березі річки Гуйва. В парку зростає 40 видів дерев і чагарників.